# Gina Philips
Gina Philips, egentligen Gina Consolo, född 10 maj 1970 i Miami Beach, Florida, är en amerikansk skådespelare.
Gina Philips har varit med i filmen Jeepers Creepers där hon spelade mot Justin Long.

## Filmografi (urval)
- 2007 - The Sick House
- 2006 - Thanks to Gravity
- 2004 - Dead and Breakfast
- 2003 - Sam and Joe (Sam och Joe)
- 2002 - The Anarchist Cookbook
- 2001 - Jeepers Creepers
- 2001 - Nailed